# Saison 2025 de l'équipe cycliste Bahrain Victorious
La saison 2025 de l'équipe cycliste Bahrain Victorious est la neuvième de cette équipe.

## Coureurs et encadrement technique

### Effectif
| Coureur             | Date de Nais.     | Nationalité     | Équipe en 2024                        | Vict. | Cont.             | Maillot dist.      |
| ------------------- | ----------------- | --------------- | ------------------------------------- | ----- | ----------------- | ------------------ |
| Nikias Arndt        | 18 novembre 1991  | Allemagne       | Bahrain Victorious                    | 0     | 01/2023 - 12/2027 |                    |
| Phil Bauhaus        | 8 juillet 1994    | Allemagne       | Bahrain Victorious                    | 0     | 01/2019 - 12/2027 |                    |
| Pello Bilbao        | 25 février 1990   | Espagne         | Bahrain Victorious                    | 0     | 01/2020 - 12/2026 |                    |
| Alberto Bruttomesso | 30 octobre 2003   | Italie          | Bahrain Victorious                    | 0     | 01/2024 - 12/2026 |                    |
| Santiago Buitrago   | 26 septembre 1999 | Colombie        | Bahrain Victorious                    | 3     | 01/2020 - 12/2026 |                    |
| Nicolò Buratti      | 7 juillet 2001    | Italie          | Bahrain Victorious                    | 0     | 04/2023 - 12/2025 |                    |
| Damiano Caruso      | 12 octobre 1987   | Italie          | Bahrain Victorious                    | 1     | 01/2019 - 12/2025 |                    |
| Roman Ermakov       | 6 octobre 2004    |                 | CTF Victorious                        | 0     | 01/2025 - 12/2026 |                    |
| Žak Eržen           | 19 octobre 2005   | Slovénie        | CTF Victorious                        | 0     | 01/2025 - 12/2026 |                    |
| Afonso Eulálio      | 30 septembre 2001 | Portugal        | ABTF Betão-Feirense                   | 0     | 01/2025 - 12/2026 |                    |
| Matevž Govekar      | 17 avril 2000     | Slovénie        | Bahrain Victorious                    | 0     | 06/2022 - 12/2027 |                    |
| Kamil Gradek        | 17 septembre 1990 | Pologne         | Bahrain Victorious                    | 0     | 01/2022 - 12/2026 |                    |
| Jack Haig           | 6 septembre 1993  | Australie       | Bahrain Victorious                    | 0     | 01/2021 - 12/2025 |                    |
| Rainer Kepplinger   | 19 août 1997      | Autriche        | Bahrain Victorious                    | 0     | 01/2023 - 12/2025 |                    |
| Lenny Martinez      | 11 juillet 2003   | France          | Groupama-FDJ                          | 3     | 01/2025 - 12/2027 |                    |
| Fran Miholjević     | 2 août 2002       | Croatie         | Bahrain Victorious                    | 0     | 01/2023 - 12/2025 |                    |
| Matej Mohorič       | 19 octobre 1994   | Slovénie        | Bahrain Victorious                    | 0     | 01/2018 - 12/2025 | - Contre-la-montre |
| Mathijs Paasschens  | 18 mars 1996      | Pays-Bas        | Lotto Dstny                           | 0     | 01/2025 - 12/2026 |                    |
| Andrea Pasqualon    | 2 janvier 1988    | Italie          | Bahrain Victorious                    | 0     | 01/2023 - 12/2025 |                    |
| Finlay Pickering    | 27 janvier 2003   | Grande-Bretagne | Bahrain Victorious                    | 0     | 01/2024 - 12/2026 |                    |
| Daniel Skerl        | 21 mars 2003      | Italie          | CTF Victorious                        | 0     | 01/2025 - 12/2026 |                    |
| Robert Stannard     | 16 septembre 1998 | Australie       | Bahrain Victorious                    | 0     | 08/2024 - 12/2025 |                    |
| Oliver Stockwell    | 7 juin 2002       | Grande-Bretagne | CTF Victorious                        | 0     | 01/2025 - 12/2026 |                    |
| Antonio Tiberi      | 24 juin 2001      | Italie          | Bahrain Victorious                    | 0     | 06/2023 - 12/2027 |                    |
| Torstein Træen      | 16 juillet 1995   | Norvège         | Bahrain Victorious                    | 0     | 01/2024 - 12/2025 |                    |
| Sergio Tu           | 24 février 1997   | Taïwan          | Bahrain Victorious                    | 0     | 01/2023 - 12/2025 |                    |
| Max van der Meulen  | 13 janvier 2004   | Pays-Bas        | CTF Victorious                        | 0     | 01/2025 - 12/2026 |                    |
| Vlad Van Mechelen   | 2 juin 2004       | Belgique        | Development Team dsm-firmenich PostNL | 0     | 01/2025 - 12/2026 |                    |
| Fred Wright         | 13 juin 1999      | Royaume-Uni     | Bahrain Victorious                    | 0     | 01/2020 - 12/2025 |                    |
| Edoardo Zambanini   | 21 avril 2001     | Italie          | Bahrain Victorious                    | 0     | 01/2022 - 12/2026 |                    |